# Lagon (Tchad)
Pour l’article homonyme, voir Lagon.
Lagon est une localité du Sud-Ouest du Tchad chef-lieu du département de El-Ouaya.

## Géographie
Lagon est le chef-lieu du département de El-Ouaya, province du Mayo Kebbi Ouest au Tchad.
Lagon est aussi le chef-lieu de la sous-préfecture de Lagon.
La localité est équidistante de Pala et de Léré sur l’axe Léré – Pala.
Trois (3) principaux cours d'eau traversent le département de El-Ouaya : le Mayo Kebbi, le Mayo Dallah et El-Ouaya au bord duquel se situe la ville de Lagon.

## Tourisme
- Parc National de Zah-Soo (Tchad)

## Histoire
Lagon vient de la langue Kado : Lao-gong en Pévé de Doué qui signifie zone de l’antilope. 
Le canton Lagon faisait partie intégrante du royaume de Léré créé au XVIIe siècle. Avant 
la   colonisation, la   chefferie de Lagon comptait parmi les chefferies secondaires de gros 
villages   relevant   de   la   chefferie   fortement   centralisée   de   Léré.   Avec la colonisation   au 
début du XXe siècle, l’administration coloniale réorganisa l’ancien royaume en plaquant sur les  anciennes     structures des entités dites cantonales dont celle de Lagon qui regroupait la veille de l’indépendance 24 villages. C’est en 1934 que Lagon devient le chef-lieu d’un vaste canton de 2500 km² comprenant les actuels cantons Lagon, Guelo et Bissi-mafou. En 1957, le canton Lagon fut réduit au rang de groupement par l’administration. Ensuite, il retrouva son rang de canton mais aussitôt éclaté en trois cantons (Lagon, Guelo et Bissi Mafou) au moment de son érection en sous-préfecture le 1er septembre 1999. La nouvelle sous-préfecture a été rattachée au département de Lac Léré lors de la création de celle-ci en 2002.
Depuis le 11 février 2019, l'ancienne sous-préfecture de Lagon est érigée en département de El-Ouaya et compte quatre (4) communes (Lagon, Guelo, Bissi-Mafou et Guetalet).

## Économie
Les activités économiques du département de El-Ouaya sont l'agriculture (cultures pluviales et maraîchage aux bords des fleuves Mayo Dallah  et El-Ouaya), l'élevage, l'artisanat et le  commerce.
La ville de Lagon, chef-lieu du département de El-Ouaya est en pleine expansion.

## Population
Lagon est peuplé essentiellement des Moundangs (clans doué, teuré, bane moundang, etc.). Il y a des commerçants et éleveurs foulbés qui s'y installent progressivement ainsi que des nombreux fonctionnaires.